# Valle de los Girasoles
Valle de los Girasoles es una localidad del estado mexicano de Jalisco. Es parte del municipio de Ixtlahuacán de los Membrillos.

## Demografía
| Censo | Población |
| ----- | --------- |
| 2010  | 1 479     |
| 2020  | 1 726     |